# ホンジュラス海軍艦艇一覧
ホンジュラス海軍艦艇一覧は、ホンジュラス共和国海軍が過去保有した、または現在保有する、または将来保有する予定の、未完成・計画中止を含めた歴代艦艇一覧である。
凡例

## 現有勢力（2024年現在）
- 国防予算：3億7,100万ドル[1]
- 海軍人員：950名[1]
- 艦船隻数：17隻（排水量20t以上）[1]

哨戒艇×15
輸送艇×1
補給支援艇×1

### 哨戒艦艇

#### 哨戒・警備艦艇
砲艦
- タトゥンブラ（Tatumbla） - 1隻
- リベリア（Liberia）[2] - 1隻

水雷艇
- タルキー（Tarqui）[3] - 1隻